# آناهیت کناریان
آناهید گریگوری کناریان (ارمنی: Անահիտ Գրիգորի Քնարյան؛ انگلیسی: Anahit Knaryan زادهٔ ۱۶ مارس ۱۹۴۸)، شاعر و نویسنده اهل ارمنستان است.

## زندگی‌نامه
وی در ۱۶ مارس ۱۹۴۸ در روستای گارنی به دنیا آمد و از دانشگاه دولتی علوم پرورشی خاچاطور آبوویان ارمنستان () فارغ‌التحصیل گشت. از ۱۹۸۴ عضو اتحادیه نویسندگان ارمنستان می‌باشد. 